# Poa tovarii
Poa tovarii là một loài cỏ trong họ hòa thảo, thuộc chi poa.